# 2. Klavierquintett (Dvořák)
Das Quintett A-Dur für 2 Violinen, Viola, Violoncello und Klavier op. 81 schrieb Antonín Dvořák zwischen dem 18. August und dem 3. Oktober 1887 (beendet „in Vysoká am Kirchenweihtag“). Widmungsträger des Werks ist der Universitätsprofessor Dr. Bohan Neureuther.
Das Werk wurde am 6. Januar 1888 in Prag in einem Konzert des Künstlervereins Umělecká beseda von Karel Ondříček, Jan Pelikán, Petr Mareš, Alois Neruda und Karel Kovařovic uraufgeführt. Erschienen ist es 1888 bei Simrock in Berlin mit Abänderung der ursprünglichen Werkzahl 77 in 81.

## Satzfolge
1. Satz: Allegro ma non tanto; 2/2-Takt, Tonart: A-Dur
2. Satz: Dumka
3. Satz: Molto vivace; 3/4-Takt, Tonart: A-Dur
4. Satz: Allegro; 2/4-Takt, Tonart: A-Dur